# Villers-Saint-Barthélemy
Villers-Saint-Barthélemy är en kommun i departementet Oise i regionen Hauts-de-France i norra Frankrike. Kommunen ligger i kantonen Auneuil som tillhör arrondissementet Beauvais. År 2022 hade Villers-Saint-Barthélemy 470 invånare.

## Befolkningsutveckling
Antalet invånare i kommunen Villers-Saint-Barthélemy
| Referens: INSEE |